# Рубль Тимчасового уряду
Рубль Тимчасового уряду (нар. думки, керенки) — серія банкнот Російської Республіки, які мали доповнити грошовий обіг країни і ходили на рівні із рублем Російської Імперії.

## Емісії царського рубля 1914-1917. Початок фінансової кризи
Напередодні світової війни усі європейські держави зупинили обмін паперових грошей на золото. Державний банк Росії також прийняв таке рішення 27 липня 1914 року.
В умовах війни емісійна політика царського уряду докорінно змінилась. 1915 р. став останнім роком випуску золотих і великих срібних монет (1 рубль, 50 і 25 копійок). За різними даними, у 1915 році срібних рублів було випущено від 600 до 5000 штук (у 1914 р. - 536 тис.), а полтини і роздрібні монети замінили на паперові банкноти. 
До кінця 1916 року царська монета повністю зникла з обігу; її замінили масовим випуском паперових грошей. Якщо станом на 1 січня 1914 р.  в обігу було паперових грошей на суму 1 633 млн рублів, то на 1 січня 1915 р. - 2 947, на 1 січня 1916 р. - 5 617, а на 1 січня 1917 р. аж 9 103 млн рублів.

## Грошове господарство Тимчасового уряду
Після лютневої революції 1917 р. фінансове господарство країни перейшло до рук Тимчасового уряду. Фінансова політика нової влади значно загострила становище на грошовому ринку. Якщо емісійна політика царського уряду диктувалася лише воєнними потребами, то нове керівництво країни вдалося до цього інструменту для вирішення будь-яких, часто другорядних, проблем. За 8 місяців існування Тимчасового уряду обігова маса паперових грошей зросла вдвічі (Інтенсивність емісій непокритих золотом банкнот - в 4 з половиною разів). Джерелом для виплати казною банкам вартості на випуск кредитових білетів слугували короткострокові займи.
Найбільше населення довіряло старим царським грошам, тому весною 1917 р. Державний банк здійснив велику емісію царських купюр номіналом 1, 5 і 10 рублів зразка 1909 р., які відрізнялися від оригінальних лише кількістю літер і цифр у позначенні серії та номера. Повноцінні номери замінили спрощеними із нумерацією тільки серії випуску (2 літери ,3 цифри).
Затим, постановою від 26 квітня було вирішено доповнити грошовий обіг банкнотами нових великих номіналів. Напочатку червня в обігу з`явилися так звані "думські" гроші, назва яких походить від вміщеного на купюрах вартістю 1000 рублів зображення Таврійського палацу, в якому відбувалися засідання Державної Думи. 

До усіх банків і кас, разом з партіями банкнот надсилались вкладені описи:
«Билет отпечатан на белой бумаге с водяным знаком, образующим узор из сложенного переплетения вытянутых по длине билета крупных эллипсовидных фигур, образованных светлыми дугообразными полосами на темном фоне».
В серпні було випущено грошові знаки номіналом 250 рублів. Оформлення нових банкнот вже містило символіку республіканської Росії - двоголового орла без корон із опущеними крилами.
Цікавим є також використання свастики у елементах декору банкнот. За однією з версій, кліше для них наспіх виробили із кліше, якими минулого 1916 року друкувались замовлені Монголією в Росії банкноти. Ймовірно, донором для них слугували відбитки декорної рамки банкноти 25 рублів Монголії.
Протягом 1917 року російські фінанси зазнавали все більшого занепаду. Це засвідчує емісія влітку 1917 р. так званих "керенок"- грошових знаків вартістю 20 та 40 рублів, які більше нагадували марки, аніж повноцінні гроші. На них відсутні такі обов`язкові для казначейських знаків елементи, як дата емісії, номер та серія, а також відустні підписи керуючого Державним банком та касира. 
"Керенки" друкувались на листах (40 штук на листі) із суцільним водяним знаком у вигляді клітинок. Спершу листи таких банкнот нарізали, а потім в обіг були випущені цілі листи, від яких населення відрізало банкноти за власною потребою. 
Незвичні для російського грошового обігу номінали банкнот були прийняті задля унеможливлення збігів і плутанини курсу банкнот і монет різних років випуску (приміром, паперовий рубль із датуванням «1898» у народі тоді міняли на 5—7 копійок міддю). Появу сумнівних грошових знаків населенню роз'яснювали як надзвичайні тимчасові заходи в умовах грошового голоду. Вже в радянські часи листові "керенки" використовувались населенням Петрограда для обклеювання стін квартир... 
Продовжувалась, також, емісія грошей-марок.  Ще до початку Лютневої революції управляючий Держбанком Іван Шипов доповів міністру фінансів Імперії про гостру недостачу в обігу грошей найдрібніших номіналів. Шипов пропонував налагодити випуск марок на 1, 2 і 3 копійки. Пропозиція була прийнята, але фактичний початок емісії впровадили рішенням Тимчасового уряду 21 вересня 1917 року. Нові гроші-марки друкувались вже без царського герба, а також на них наносились чорні цифри номіналу висотою до 15 мм від зображення. Держбанк радив місцевим відділенням зберігати і видавати марки-гроші в конвертах на суму по 10 рублів. 
Тимчасовий уряд планував запровадження в обіг державних кредитних білетів номіналом 50, 250, 500 та 1000 рублів, які мали виготовлятися у США. Однак, через швидке падіння уряду у жовтні 1917 р. воно реалізоване не було.

## П'ятаковки
У 1918—1922 роках Народним банком РРФСР, а після його скасування — Бюджетно-розрахунковим управлінням Народного комісаріату фінансів РСФРР випускались так звані «п'ятаковки» — банкноти номіналами 1, 3, 5, 10, 25, 50, 100, 250, 500, 1000, 5000 і 10000 рублів.
Все приладдя для друкування, зокрема, друкарські кліше, були виготовлені ще при Тимчасовому уряді в 1917 році, тому на банкнотах зображена емблема Російської республіки, а всі написи зроблені в дореформеній орфографії.
Введені в обіг «Державні кредитні білети» 1918 року були підписані керуючим Держбанку РРФСР Г. Л. П'ятаковим, за що в народі ці гроші прозвали «п'ятаковками».
Як і гроші емісій 1917 року, «п'ятаковки» не забезпечувались золотом і швидко знецінилися, їх випуск був припинений з 1 липня 1922 року. Обмін кредитних білетів на грошові знаки зразка 1922 року здійснювався у співвідношенні 10000 : 1 до 1 листопада 1922, а за межами РРФСР і союзних республік до 31 грудня 1922.
Банкноти були надруковані на білому папері з водяними знаками у вигляді числового позначення номіналу або «килимового» орнаменту по всьому полю банкноти.

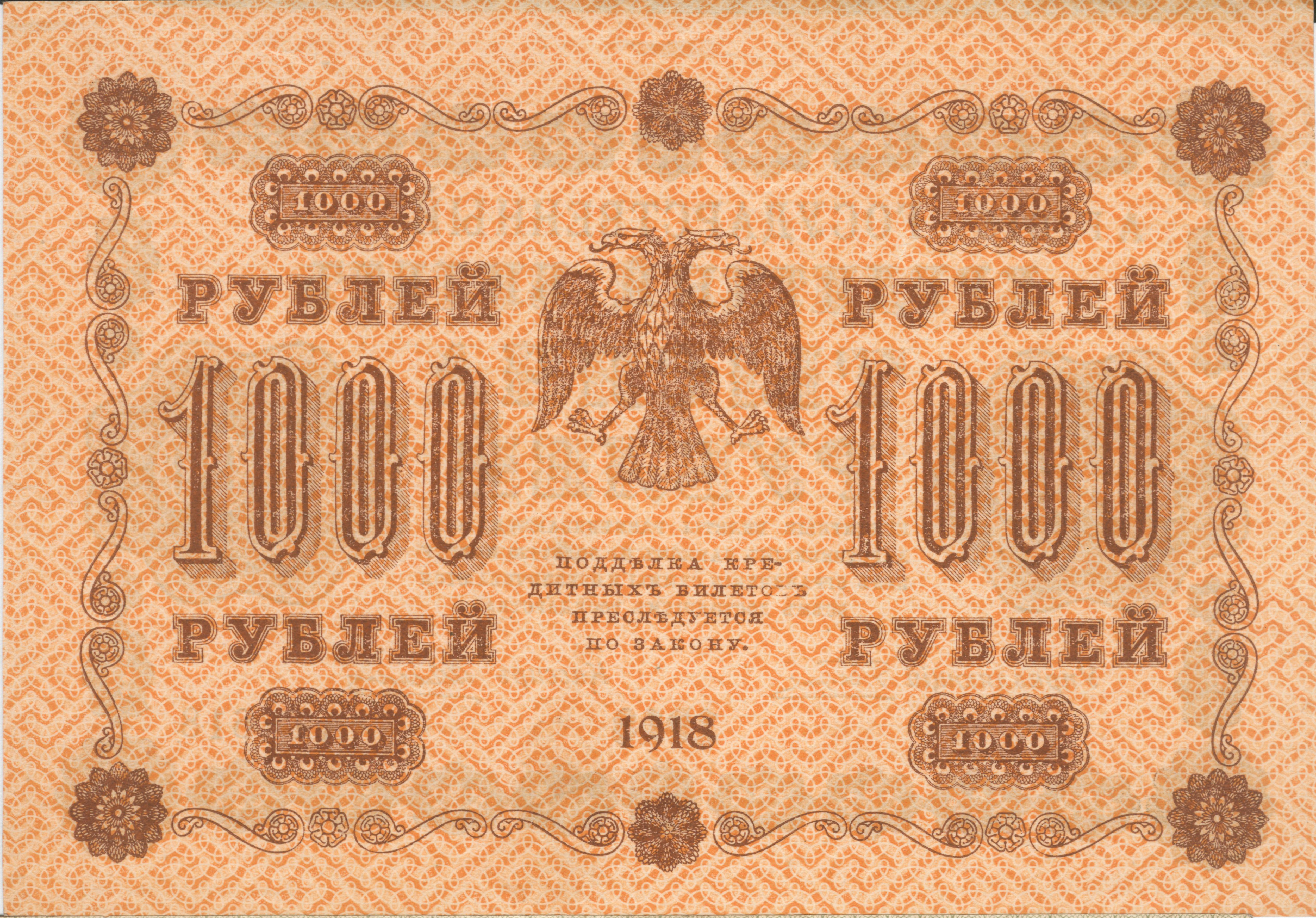
«П'ятаковки»

## Рублі Тимчасового уряду в Україні
Третій універсал Центральної Ради проголошував утворення Української Народної Республіки, але поки що без відділення від Росії, тому грошовою одиницею УНР спершу залишався рубль (укр. карбованець).
19 грудня 1917 р. (1 січня 1918 р.) Центральна Рада ухвалила "Тимчасовий закон про випуск державних кредитових білетів УНР". 
Грошова одиниця УНР отримала назву "карбованець", вартість якого дорівнювала 17,424 долі щирого золота (1 доля = 0,044 г золота).  
В обігу на території УНР у 1917 році знаходились царські рублі, рублі Тимчасового уряду і карбованці власного випуску. Всі вони були рівні між собою. 
Проголошуючи за Четвертим універсалом 22 січня 1918 року УНР «самостійною, ні від кого не залежною державою»), Центральна Рада 1 березня 1918 року прийняла Закон «Про грошову одиницю, биття монети та друк державних кредитових білетів», яким було запроваджено нову грошову одиницю — гривню, яка поділялася на 100 шагів і дорівнювала 1/2 карбованці.
Рублі, карбованці і гривні були у вільному обігу в Україні до приходу влади Директорії, і вже 4 січня 1919 р. було покладено новий проект грошової реформи, запропонований Б.Мартосом. Він визначав єдиними засобами платежу на території України гривні та карбованці, випущені за Центральної Ради і гетьманату Скоропадського. Російські рублі, випущені царським, а затим тимчасовим урядами, були анульовані і не приймались державними установами. До того ж курс із російським рублем став плаваючим.
Після перемоги більшовицької армії і знищення УНР, в Україні було заборонено обіг усіх банкнот українського випуску і, таким чином, "думки", "керенки" і "п'ятаковки" знову почали вільне ходіння на рівні із новими грошима - совзнаками до 1923 року, коли їх замінили на радянський рубль.

## Гроші Тимчасового уряду в культурі
Через нетривалий час обігу, непоказний вигляд та гіперінфляцію "керенки" стали символом тимчасових, нікому не потрібних, ні в що не цінних грошей; таких, які іноді навіть лінь піднімати і які міряють «аршинами»:
— А Ванька с Катькой в кабаке... 
— У ей керенки есть в чулке!
Олександр Блок, уривок з поеми "Двенадцать", січень 1918 року
Керенками вымощенный просёлок…
Микола Клюєв.
Два аршина керенок
Брошу черноглазой,
Нож засуну в черенок,
Поскачу я сразу.
Велімір Хлєбников. (1920)
Где рельсы слепли и чесались,
Едва с пургой соприкасались,
Где слышалось: вчерась, ночесь,
И в керенку ценилась честь…
Борис Пастернак. (1924)
Но не серебряные пенки,
Советского червонца лом,
И не бумажные керенки -
Мы только горлинки берём!
Осип Мандельштам. (1924)
Немало попрело в бутылках
«Керенок» и «ходей» у нас.
Сергій Єсенін. «Анна Снегина» (1925)
Сгнили, не оставив последствий,
Керенки, думки и николаевки.
Михайло Кольцов.
На пыльной мостовой
С опавшею листвой
Керенок прах мешала,
По своему решала. (Советская власть)
Леонід Мартинов. «Вас не было ещё…» (1957)

Все копишь, а для чего копишь — сама не знаешь…
На последней реформе-та как погорела, а? То-то!
А екатериновками? Сундуки оклеивала!
А керенками-та, керенками! Ведь печку топила керенками…
Аркадій і Борис Стругацькі. «Понедельник начинается в субботу»

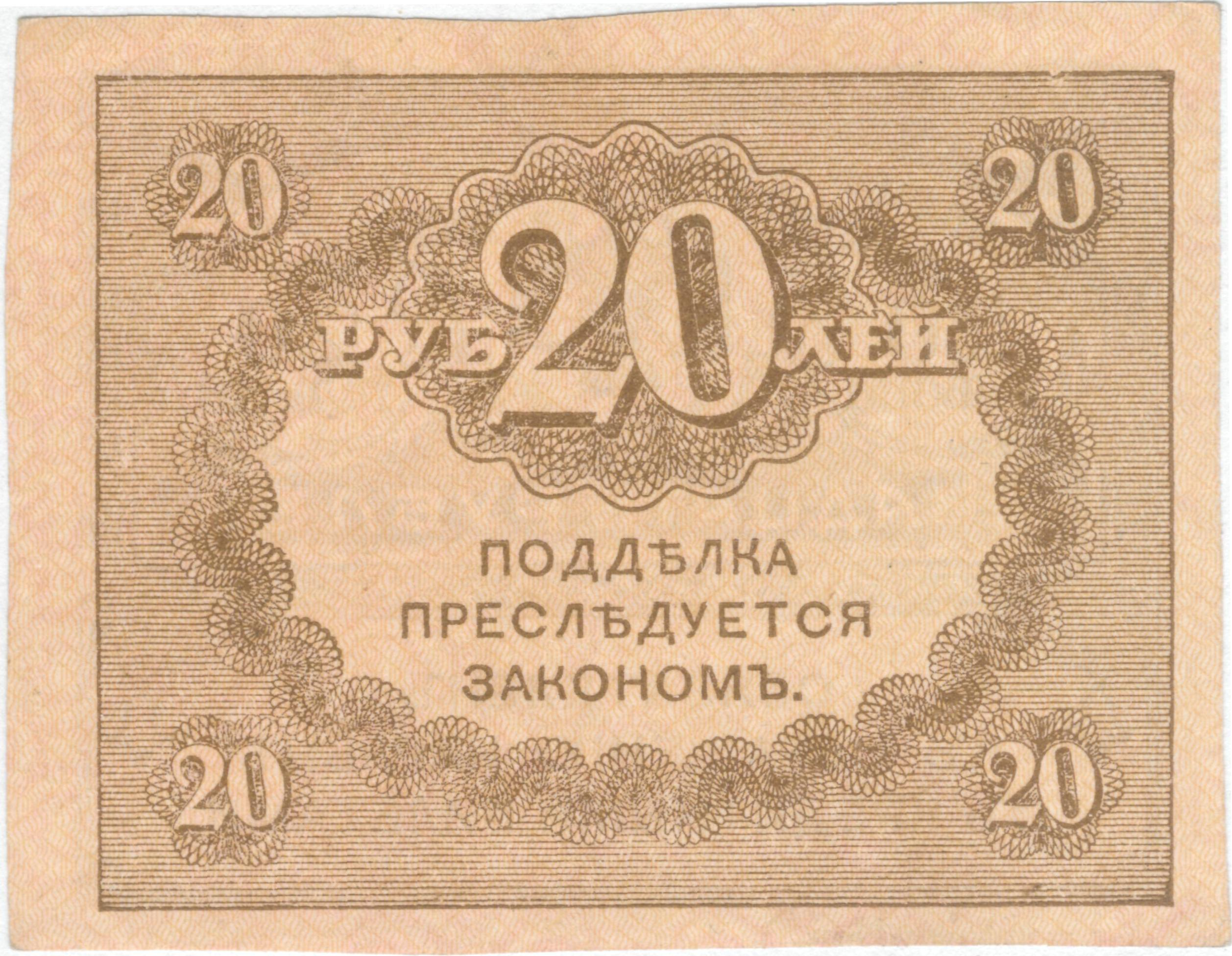
"Керенки" 20 рублів
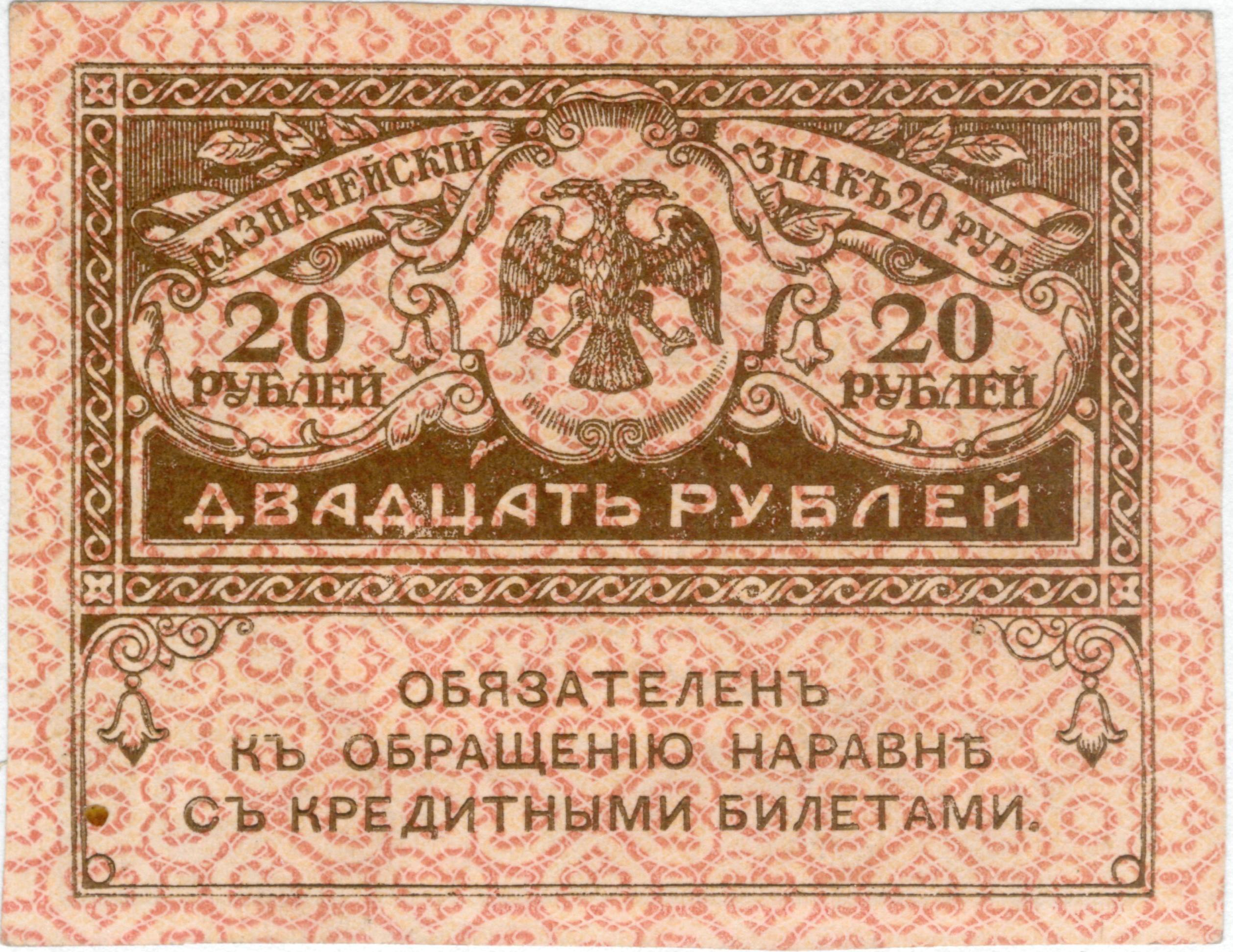
"Керенки" 20 рублів
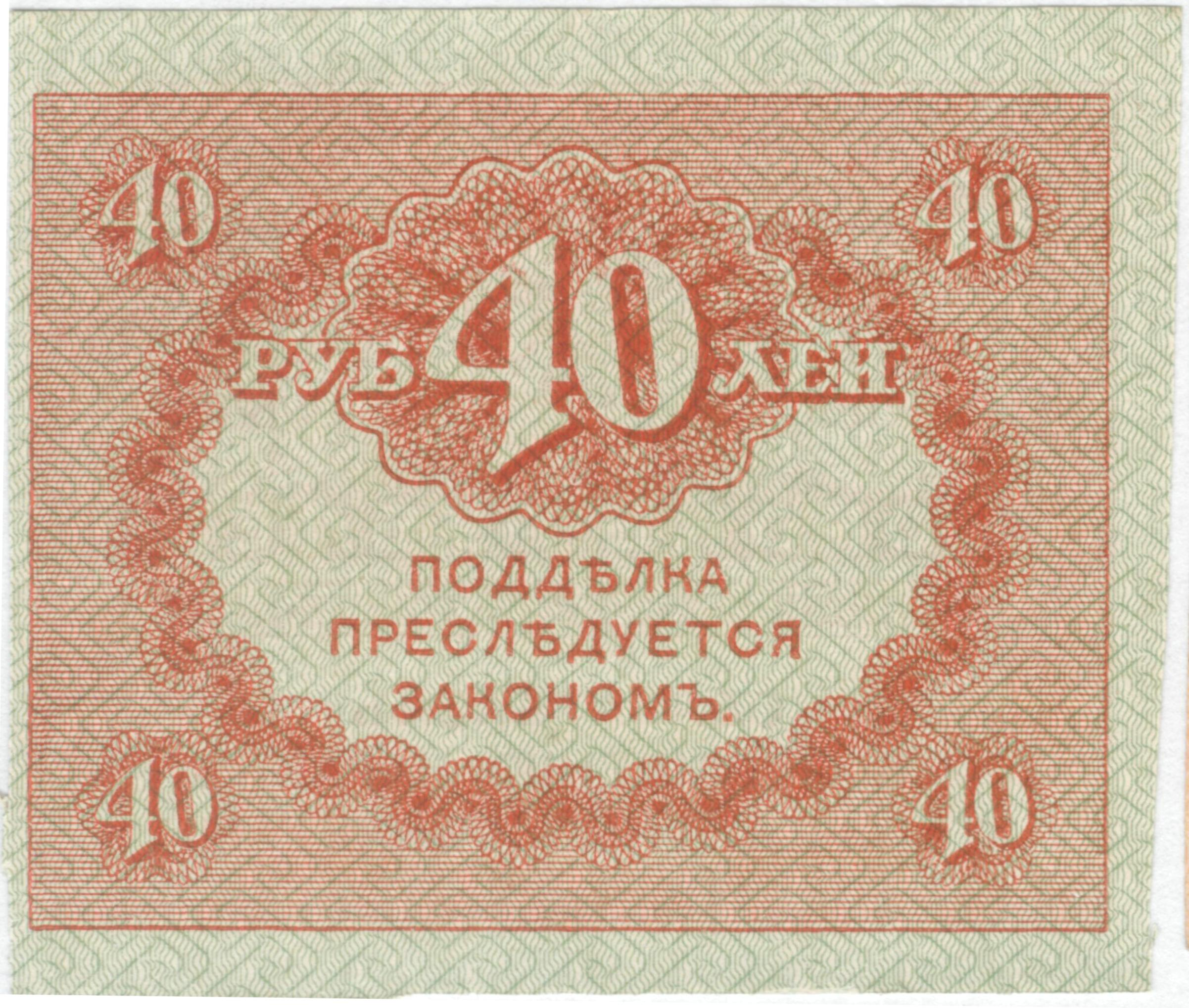
"Керенки" 40 рублів
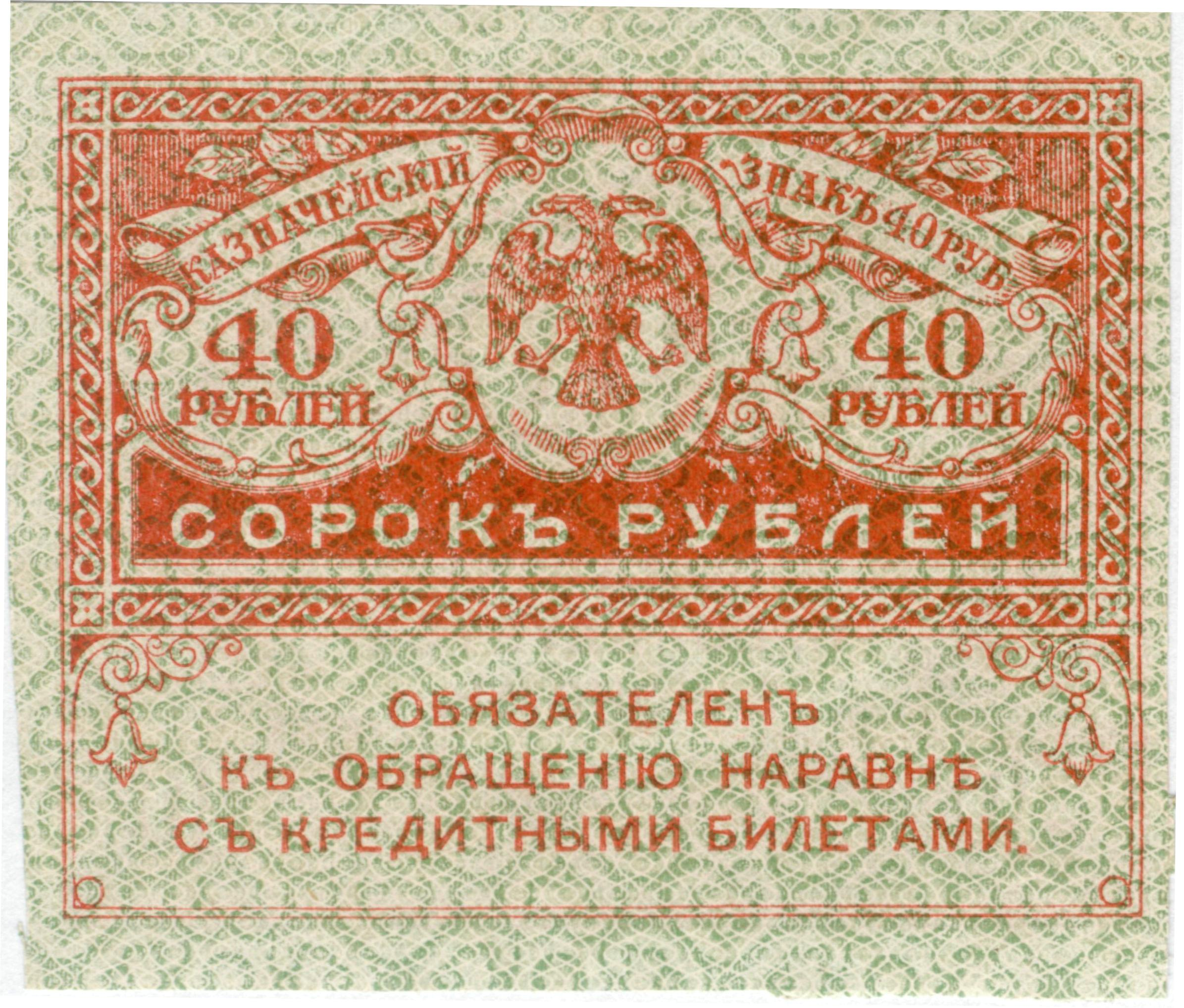
"Керенки" 40 рублів
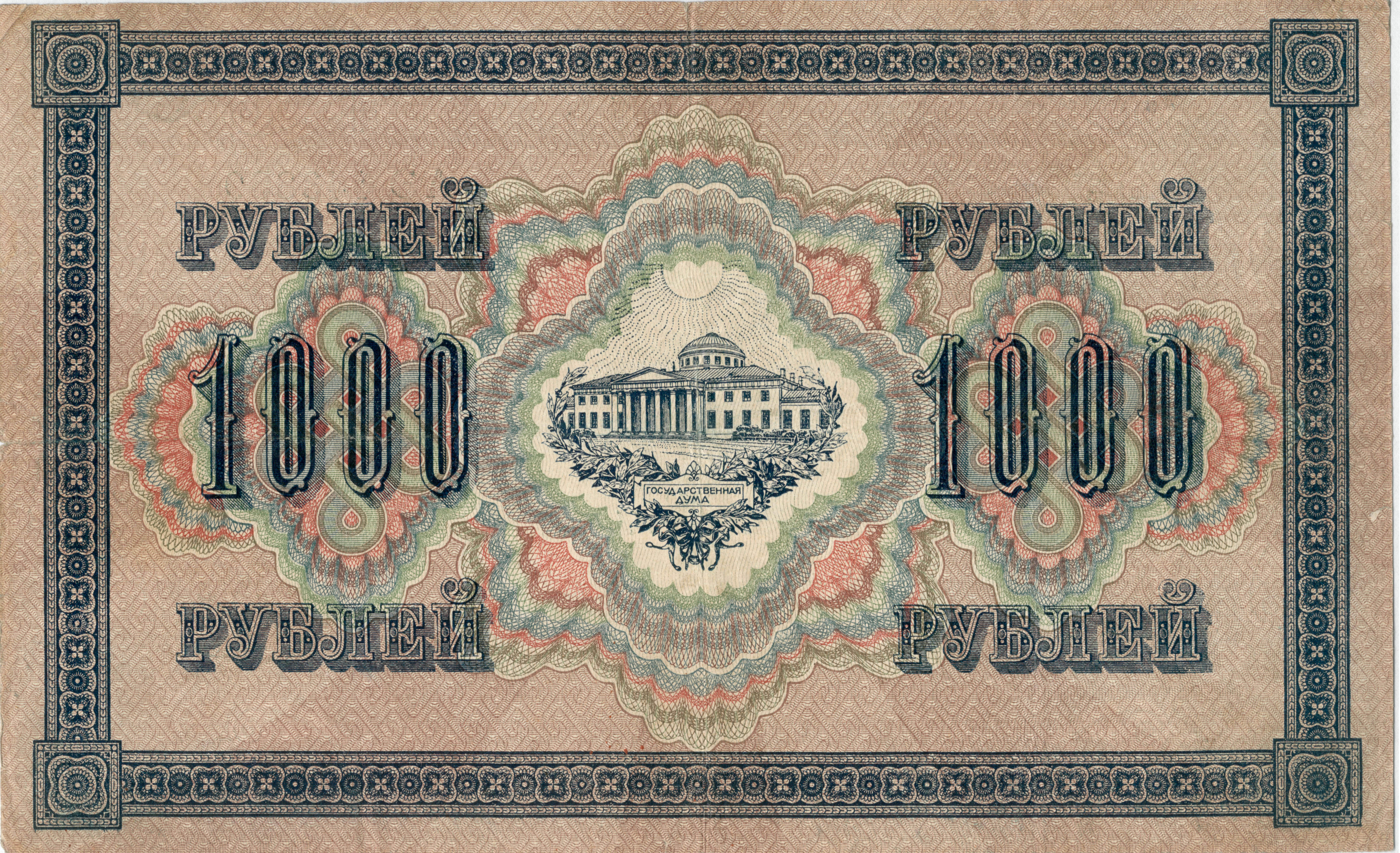
"Думки" 1000 рублів

## Див. Також
Тимчасовий уряд
Керенський Олександр Федорович
Карбованець
Рубль СРСР